# Châtillon-Saint-Jean
Châtillon-Saint-Jean é uma comuna francesa na região administrativa de Auvérnia-Ródano-Alpes, no departamento de Drôme. Estende-se por uma área de 8,82 km². Em 2010 a comuna tinha 1 382 habitantes (densidade: 156,7 hab./km²).